# Comédie exotique
Comédie exotique est un film ivoirien sorti en 1984. 
Ce film est une œuvre du cinéaste ivoirien Kitia Touré.